# Sobisz (powiat oleski)
Sobisz – osada w Polsce, położona w województwie opolskim, w powiecie oleskim, w gminie Olesno.